# Tormenta tropical Andrea (2013)
La tormenta tropical Andrea fue el primer ciclón tropical de la temporada de huracanes del Atlántico de 2013. Andrea se desarrolló a partir de un área de baja presión en el Golfo de México el 5 de junio y tocó tierra en Big Bend en Florida en la tarde del 6 de junio, como una fuerte tormenta tropical. Andrea procedió a mover al noreste a través de Florida, Georgia, Carolina del Sur, Carolina del Norte y Virginia, el 7 de junio se convirtió en una tormenta post tropical, empezó a perder sus características tropicales más tarde ese día.

## Historia Meteorológica

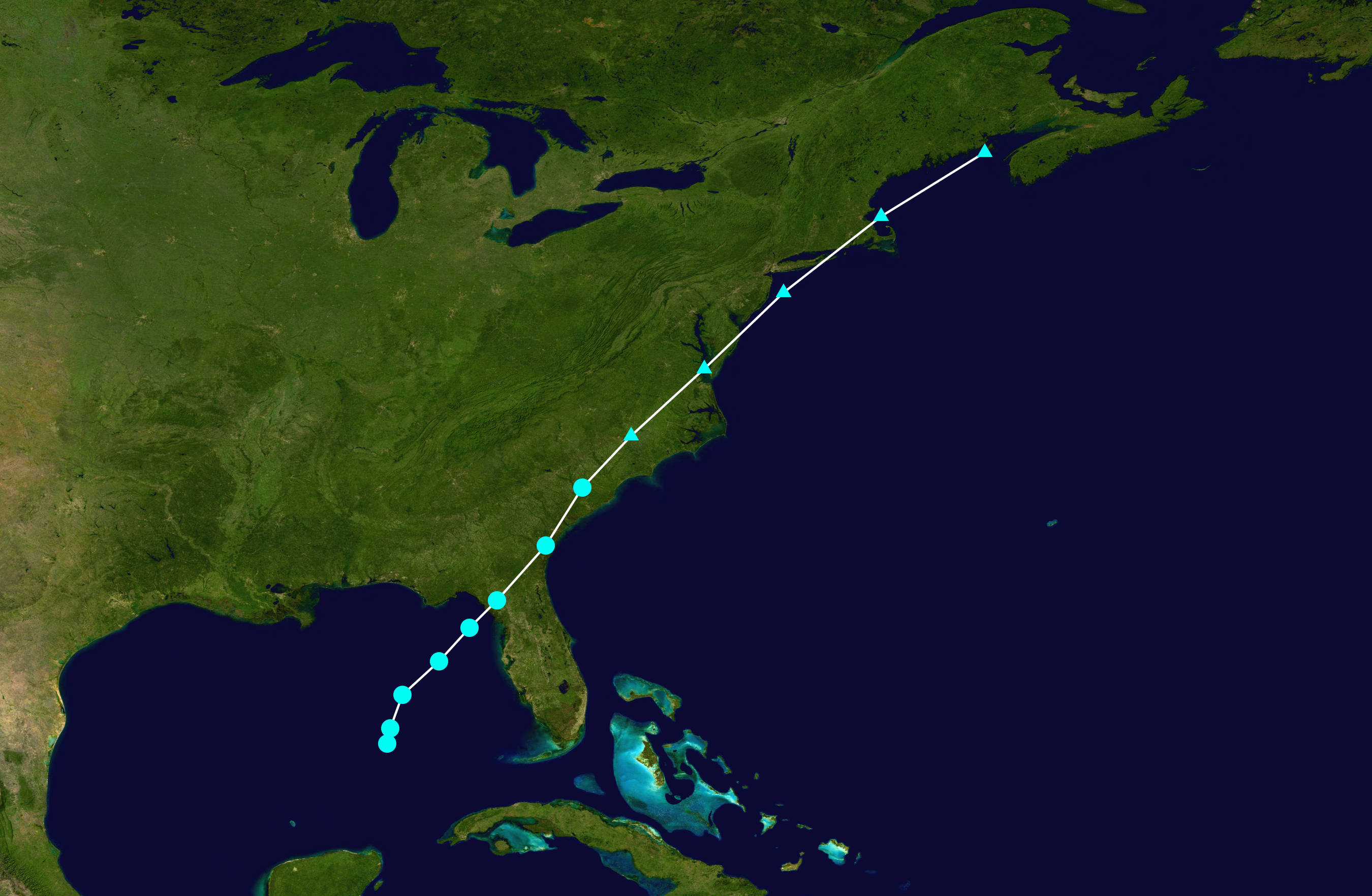
Trayectoria de Andrea.

A principios de junio, el Centro Nacional de Huracanes comenzó a monitorear un área de perturbación en el noroeste del Mar Caribe. El sistema se trasladó hacia el norte, y poco a poco se organizó. Después de que un avión de reconocimiento informa dese una circulación cerrada el 5 de junio, el Centro Nacional de Huracanes inició avisos de tormenta tropical a las 22:00 UTC a la cual se nombró Andrea, cuando su centro se encontraba a unos 500 km al suroeste de Tampa, Florida. Debido a las condiciones poco favorables, el fortalecimiento significativo fue inicialmente considerado "poco probable". Sin embargo, a principios del 6 de junio, Andrea comenzó a fortalecerse y alcanzó vientos de 95 km/h. La tormenta se fortaleció un poco más, con vientos de 100 km/h más tarde ese día. A las 9:40 UTC del 6 de junio, Andrea tocó tierra en el condado de Dixie, Florida cerca del sur de Steinhatchee a 16 kilómetros con la misma intensidad.
Después de trasladarse hacia el interior, la tormenta se debilitó rápidamente al principio, con vientos bajando 75 km/h a principios del 7 de junio. El Centro Nacional de Huracanes señaló a continuación que la transición extratropical probablemente dentro de 24 horas y "podría ocurrir antes si la estructura convectiva no mejora. Por la tarde el 7 de junio, la mayoría de la convección se convirtieron en desplazados en el noroeste debido al aire seco. Alrededor de ese tiempo, la tormenta comenzó a acelerarse hacia el noreste a 42 km/h debido a un acercamiento, a través de las latitudes medias. Andrea se convirtió indistinguible con una zona frontal sobre Carolina del Norte. Basándose en las observaciones de superficie y el radar doppler, el Centro Nacional de Huracanes declaró la tormenta extratropical a las 21:00 UTC del 7 de junio.

## Preparativos e impacto

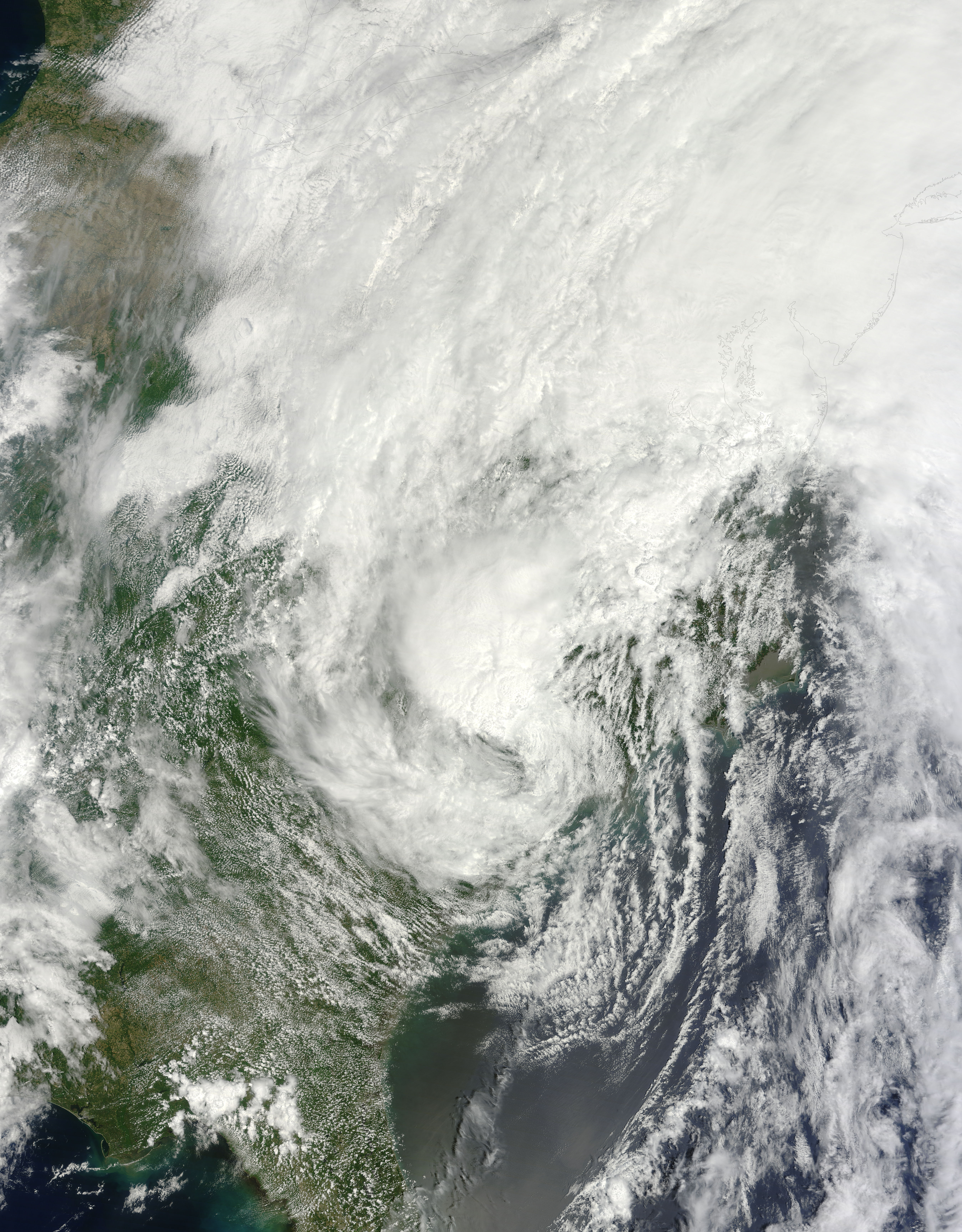
Andrea el 7 de junio.

El 5 de junio Andrea se convirtió en una tormenta tropical. Andrea fue la cuarta tormenta consecutiva con una tormenta con nombre en el mes de junio, tras el huracán Alex en 2010, la Tormenta tropical Arlene en el 2011, y el huracán Chris y la Tormenta Tropical Debby.
La perturbación precursora de Andrea dejó cerca de 300 milímetros de lluvia en la península de Yucatán, en un período de 24 horas. En Cuba, la Defensa Civil emitió una alarma por mal tiempo para la provincia de Pinar del Río desde el 5 hasta el 6 de junio. También hubo una "alerta" de nivel inferior en las provincias adyacentes de Artemisa y Mayabeque. Más de 1.000 personas huyeron de sus hogares debido a las inundaciones, especialmente a lo largo del río Cuyaguateje en Pinar del Río. La ciudad de Las Martinas recibió más de 250 milímetros de lluvia en 24 horas, otras pocas localidades notificaron más de 200 milímetros de lluvia. De los 24 embalses en la provincia de Pinar del Río, seis ya se habían llenado el 5 de junio. La alteración generó un tornado en esa zona, que dañó tres hogares.
Al convertirse en un ciclón tropical el 5 de junio, una advertencia de tormenta tropical fue emitida desde Boca Grande hasta la desembocadura del río Ochlockonee en Florida. Además, un aviso de tormenta tropical entró en vigor para Florida y Carolina del Norte. A las 09.00 GMT, del 6 de junio, el aviso de tormenta tropical se extiende desde la desembocadura del río Ochlockonee a Indian Pass, Florida. Al mismo tiempo, otra advertencia de tormenta tropical fue emitida desde Flagler Beach, Florida a Cabo Charles Light en Virginia. El Gulf Islands National Seashore cerró su campamento y una carretera frente a la playa. En Pensacola Beach, asociaciones de vecinos pidieron a los residentes sacar los muebles de altas barandas, debido a la previsión de fuertes vientos.
La circulación de Andrea dio lugar al menos cinco tornados en Florida. Dos de ellos, uno cerca de Myakka City y otra en Sun City Center, detenido ramas de árboles y cables de electricidad y causó daños menores en el porche de una casa. Inundaciones menores fue reportado en el área de Tampa, en particular sobre Bayshore Boulevard. En Loxahatchee, un tornado derribó líneas eléctricas y árboles, causó un daño significativo en los techos a varias casas e hiriendo a un residente. Hubo otro tornado en el condado de Palm Beach, a pesar de que no causó ningún daño. Más al sur, un tornado tocó tierra en el condado de Broward, también no hubo daños. A lo largo de la costa de Alabama, 13 nadadores tuvieron que ser rescatados debido a las fuertes corrientes de resaca, el 5 de junio.
Una persona murió en un accidente automovilístico relacionado con la tormenta en el suroeste de Virginia, el 7 de junio. Las fuertes lluvias en Nueva Jersey, que ascienden a más de 130 milímetros en Oceanport, interrumpieron el tránsito y causaron inundaciones a lo largo de los ríos de molino, y Raritan. Tres accidentes de tráfico fueron atribuidos a la tormenta, dos de los cuales fueron mortales. Numerosas carreteras inundadas en todo el estado, lo que lleva a varios altos rescates acuáticos. Vientos de 55 km/h derribaron algunos árboles y líneas eléctricas, dejando 500-2000 viviendas sin energía eléctrica. Un avión viajando de Palm Beach, Florida a Boston, Massachusetts tuvo que hacer un aterrizaje de emergencia en el Aeropuerto Internacional Newark Liberty tras ser alcanzado por un rayo.
Como un ciclón post-tropical, Andrea llevoó lluvia y vientos huracanados a la costa del atlántico de Canadá. Las autoridades cerraron el Puente de la Confederación a los vehículos de perfil alto debido a las condiciones. Más de 4.000 clientes en Nueva Escocia y partes de Nuevo Brunswick se quedaron sin electricidad, mientras la tormenta se movía el 8 de junio.